# Naif Al-Qadi
Naif Ali Al-Qadi (en árabe: نايف علي القاضي) (La Meca, Arabia Saudita, 3 de abril de 1979) es un exfutbolista saudí que jugaba en la posición de defensa.

## Clubes
| Club                        | País           | Año       |
| --------------------------- | -------------- | --------- |
| Al-Ahli Saudi Football Club | Arabia Saudita | 2000-2006 |
| Al-Rayyan Sports Club       | Catar          | 2006-2007 |
| Al-Shabab Club              | Arabia Saudita | 2007-2014 |